# Sharon Ritchie
Sharon Kay Ritchie (2 gennaio 1937) è un'ex modella statunitense, eletta Miss America 1956. La Ritchie passò la propria infanzia a Grand Island (Nebraska), benché partecipò a Miss Colorado, vincendo il titolo. Nello stesso anno, la modella vinse anche il titolo internazionale di Miss Globe International. Dopo la vittoria del concorso, Sharon Ritchie sposò, in ordine cronologico, il cantante Don Cherry, il giornalista spostivo Kyle Rote, l'imprenditore Robert M. Fomon e dal 1992, Terry Mullin.